# 罗伯特·吉布森 (赛艇运动员)
罗伯特·吉布森（英語：Robert Gibson，1986年2月2日—），加拿大男子赛艇运动员。他曾代表加拿大参加2012年和2016年夏季奥林匹克运动会赛艇比赛，其中2012年奥运会获得一枚银牌。